# Desideriu de Losoncz
Desideriu de Losoncz (în maghiară Losonci Dezső) a fost voievod al Transilvaniei între anii 1438-1440.